# Saint-Vincent (Alta Garonna)
Saint-Vincent è un comune francese di 166 abitanti situato nel dipartimento dell'Alta Garonna nella regione dell'Occitania.

## Società

### Evoluzione demografica
Abitanti censiti